# 黄金の舌
黄金の舌（おうごんのした）は、日本テレビで2006年10月7日から2007年9月29日まで、毎週土曜24時50分 - 25時50分 (JST) に放送されていた深夜番組放送枠の名称。30分番組を2本放送する形式だった。
日本テレビだけでの放送（関東ローカル）を前提としていたが、静岡第一テレビでもネットされていた。

## 番組内容

### 24時50分 - 25時20分
- 第三惑星放送協會 ルドイア☆星惑三第（10月7日 - 2007年3月31日）
- 死ぬかと思った（4月7日 - 6月30日）
- おじいさん先生（7月7日 - 9月29日）

### 25時20分 - 25時50分
- すべて見せちゃう!NANA特別編（10月7日 - 10月28日）
- 地獄少女（11月4日 - 2007年1月27日）
- 百鬼夜行抄（2月3日 - 3月31日）
- 第三惑星放送協會 ルドイア☆星惑三第（4月7日 - 9月29日）※前半枠から移動